# Grete Faremo
Grete Faremo (ur. 16 czerwca 1955 w Arendal) – norweska polityk, minister w różnych resortach, działaczka Partii Pracy.
Z wykształcenia prawniczka, uzyskała stopień cand.jur. na Uniwersytecie w Oslo. Pracowała na kierowniczych stanowiskach w różnych przedsiębiorstwach, m.in. w firmie finansowej Storebrand oraz w Microsofcie. W latach 1993–1997 sprawowała mandat posłanki do Stortingu.
Wielokrotnie obejmowała urzędy ministerialne. Była ministrem rozwoju międzynarodowego (1990–1992), ministrem sprawiedliwości (1992–1996), ministrem paliw i energii (1996), ministrem obrony (2009–2011), a w 2011 powróciła na urząd ministra sprawiedliwości (i bezpieczeństwa publicznego), pełniąc tę funkcję do 2013.